# 任维
任维（1976年5月—），陕西岐山人，1993年进入清华大学热能工程专业学习，2003年取得清华大学热能动力专业博士学位，1997年6月加入中国共产党，2003年7月参加工作。现任中共西藏自治区党委常委、西藏自治区人民政府常务副主席。

## 简历
2003年7月进入中国国电集团北京国电龙源环保工程有限公司，任调试部高级项目经理；2009年11月，任国电集团公司团委书记；2016年5月，任国电集团公司西藏分公司党组书记、副总经理、纪检组组长；2018年5月，任国电集团公司西藏分公司总经理、党委书记；
2018年8月，任大唐集团有限公司副总经理；
2020年4月，任西藏自治区人民政府副主席，成为时任最年轻的副省部级官员。
2021年11月，任中共西藏自治区党委常委，成为当时最年轻的省级行政区党委常委。同年12月，任自治区人民政府常务副主席。